# Норвегія на зимових Паралімпійських іграх 2010
Норвегія на зимових Паралімпійських іграх 2010 року, що проходили в канадському місті Ванкувер, була представлена 27 спортсменами, які змагалися у 4 видах спорту. Норвезькі паралімпійці завоювали 6 медалей, з них 1 золоту, 3 срібних та 2 бронзові. Паралімпійська збірна Норвегії посіла 12 загальнокомандне місце.

## Медалісти
| Медаль | Призери | Вид спорту     | Дисципліна                                      |
| ------ | --- | -------------- | ----------------------------------------------- |
| Золото | Нільс-Ерік Ульсет | Біатлон        | 15 км стоячи (чоловіки)                         |
| Срібло | Нільс-Ерік Ульсет | Біатлон        | гонка переслідування, стоячи (чоловіки)         |
| Срібло | Нільс-Ерік Ульсет | Лижні перегони | 20 км, стоячи (чоловіки)                        |
| Срібло | Гельге Фло | Лижні перегони | 5 км, класичний стиль, з вадами зору (чоловіки) |
| Бронза | Трюгве Тоскедал Ларсен Вегард Дале Нільс-Ерік Ульсет | Лижні перегони | змішана естафета                                |
| Бронза | Оле Б'ярте Аустеволь Аудун Бакке Гельге Бйорнстад Кіссінгер Денг Ескіль Гаген Томас Якобсен Лойд Ремі Йогансен Рогер Йогансен Кнут Андре Нордстога Рольф Ейнар Педерсен Томму Ровельстад К'єль Відар Ройне Стіг Торе Свее Мортен Вернес | Следж-хокей    |                                                 |